# 最初期遺伝子
最初期遺伝子（さいしょきいでんし、英: immediate early gene、略称: IEG）は、広範囲の細胞刺激に応答して迅速かつ一過的に活性化される遺伝子群である。前初期遺伝子、即時型遺伝子とも呼ばれる。これらの遺伝子は、刺激に対する最初の反応として、新たなタンパク質合成が行われるよりも前に転写段階で活性化される常在型の反応機構である。より後期の段階で応答する遺伝子群は初期応答遺伝子産物の合成後にのみ活性化されるため、IEGとは異なる。また、"immediate early gene"という用語はウイルスの宿主細胞への感染に伴って合成されるウイルスタンパク質をコードする遺伝子や、細胞外シグナルによる休止細胞の刺激の直後に作られる細胞性タンパク質をコードする遺伝子を指して用いられることもある。
IEGはゲノム応答の「ゲートウェイ」としての役割を果たすため、IEGの産物の多くは転写因子やDNA結合タンパク質である。しかしながら、IEGの重要な産物には分泌タンパク質、細胞骨格タンパク質、受容体サブユニットなども含まれる。神経のIEGは、記憶形成や精神疾患の発症過程の研究において、脳の活動を追跡するためのマーカーとして広く利用される。

## 種類
最も早く同定され、そして最もよく特性解析がなされているIEGとしてはc-fos、c-myc、c-junがあり、これらはレトロウイルスのがん遺伝子と相同であることが知られている。IEGは細胞成長と分化シグナルの初期の調節因子であることがよく知られている。しかしながら、IEGがその他の多くの細胞過程にも関与していることを示唆する知見も得られている。

## 調節
IEGの発現は細胞内外のシグナルに応答して開始され、新たな転写因子の合成を必要とせずに迅速に生じる。ゲノム上のIEGの配列は一般的に短く（平均して約19 kb）、特定の転写因子の結合部位に富んでおり、これらは転写開始に関して冗長的に機能している。IEGのmRNAからタンパク質への翻訳は、タンパク質産生過程を阻害するタンパク質合成阻害剤の存在とは無関係に行われる。IEGの迅速な発現には、発現の前後で一貫したヒストンアセチル化によるプロモーター配列への良好なアクセス性も寄与している。mRNAの発現のダウンレギュレーションはmiRNAによる3' UTRに対する冗長的な標的化によって行われ、翻訳抑制と分解が引き起こされる。迅速なmRNAのダウンレギュレーションと翻訳産物の分解の増加のため、IEG由来のタンパク質発現は多くの場合一過的である。

## 機能
遺伝子の転写の活性化は複雑なシグナル伝達システムであり、RNAポリメラーゼや転写因子など必要な要素のリクルートを必要とする。多くの場合、IEGは調節シグナルに最初に応答する因子であり、刺激後30分以内に発現のピークに達する。一方、より後期の主要な応答遺伝子の場合、ピークに達するのは2–4時間後である。IEGの活性化をもたらすシグナル伝達経路は多く存在するが、それらの多く（MAPK/ERK経路、PI3Kなど）はがんとの関係で研究が行われている。IEGの多くは下流の遺伝子の発現を調節する転写因子として機能するか、もしくは細胞成長の変化と関係したがん原遺伝子である。

## 臨床的意義
IEGの発現は神経活動、より具体的には記憶形成や精神疾患、行動活性に関与している。脳内においてIEGは、成長因子の一過的かつ迅速な活性化や細胞タンパク質の発現によるシナプス機能の修飾など、広範囲の機能と関係している。こうした変化は脳へ記憶を蓄積するのための手段であるとされており、記憶痕跡やエングラムといった概念で示されている。神経精神疾患領域においては、恐怖関連記憶の形成と関係した特定のIEGのアップレギュレーションが統合失調症、パニック障害、心的外傷後ストレス障害など、さまざまな疾患の発症に寄与している。

### 記憶形成
ZNF268やARCなど一部のIEGは、学習、記憶や長期増強への関与が示唆されている。

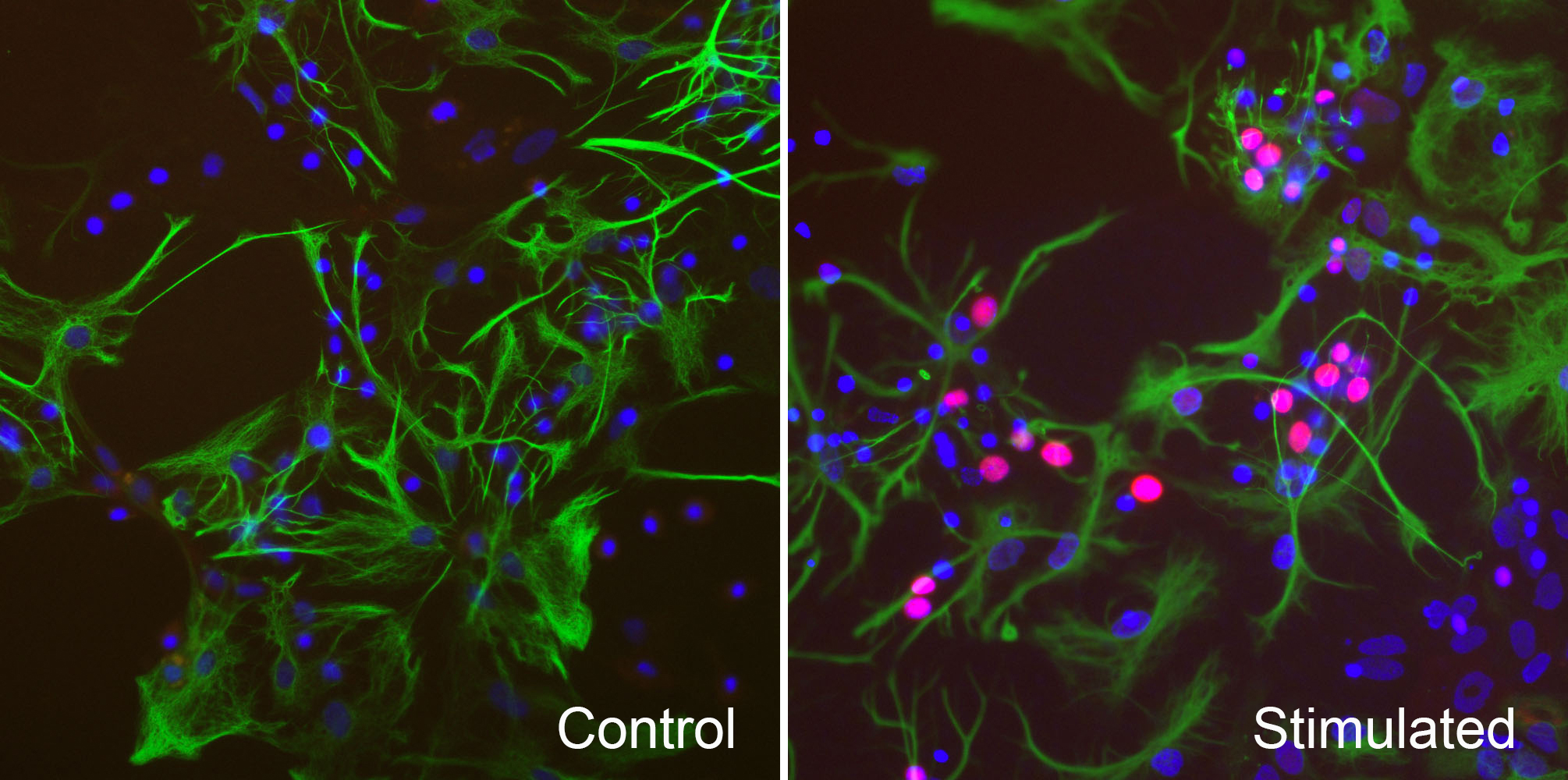
カリウム刺激に応答した、神経細胞におけるIEGの1つc-Fosの発現

感覚刺激や行動課題、薬剤誘発発作などさまざまな神経刺激によってIEGの発現が誘導されることが示されている。そのためIEGは、精神疾患の発症に寄与することの多い恐怖記憶など、特定の記憶の形成と関係した神経細胞集団を理解するためのマーカーとして利用される。一例として、海馬でArcを発現している神経細胞は、刺激に応答して樹状突起スパインの形状の変化や自然発火率の変化などの表現型や行動の変化が生じる。この関係は、ある刺激に応答した特定のIEGの発現が、活性化された神経細胞集団の取り込みを介し、関連する神経回路の拡大を引き起こしていることを示唆している。また、Arcノックアウトマウスは長期記憶の形成に悪影響が生じる。
学習時の記憶固定は、脳の神経細胞での特定のセットのIEGの迅速な発現に依存している。一般的に、遺伝子発現は遺伝子のプロモーター領域の5-メチルシトシンの存在によってエピジェネティックに抑制されていることが多い。記憶固定と関係したIEGの場合、5-メチルシトシンの脱メチル化によるシトシンの形成によって、迅速な遺伝子発現が誘導される。脱メチル化はGADD45Gが関与するDNA修復過程によって生じているようである。

### 精神疾患
神経精神疾患の分類と診断は症状に基づいて行われており、多くの場合類似した脳活動を示す。精神疾患の発症は遺伝的因子と環境因子の双方に依存しているため、統合失調症などの疾患の予測リスク評価は他の一般的な疾患と比較して遅れている。うつ病の動物モデルでは、シナプス活動に影響を与えるArcや記憶痕跡のコーディングに関与するEgr1といったIEGの発現の変化が観察されている。同様に、統合失調症など他の神経精神疾患においてもIEGの発現の変化が観察されており、統合失調症の症状を示す患者ではNMDA受容体の下流の転写因子であるEGR3の低発現との相関が示されている。IEGは環境因子や遺伝的因子によって発現パターンが形作られており、精神疾患における神経活動の評価の重要なマーカーとなる。

## 治療応用の可能性

### ヒトサイトメガロウイルス
ヒトサイトメガロウイルス（HCMV）は広くみられるベータヘルペスウイルスの1種であり、宿主が健康な状態では潜伏状態に維持されるが、免疫不全状態となった場合には深刻な影響をもたらす。ウイルスは潜伏期を出入りする生活環を持ち、その生活環は前初期（immediate-early、IE）、初期（early）、後期（late）と呼ばれる異なる領域の遺伝子の発現によって特徴づけられる。ガンシクロビルなど従来型の抗ウイルス薬による治療はヌクレオシドアナログを用いてウイルスの複製サイクルの初期段階を標的とするが、こうしたアプローチはウイルスに抵抗性が生じやすいという欠点がある。IE1とIE2はHCMVの病原性の調節やウイルスの潜伏期の維持に重要であると考えられており、IE1やIE2に由来するウイルスタンパク質は、その後の初期、後期遺伝子の発現を制御することでウイルスの潜伏を調節する。そのため、アンチセンスオリゴヌクレオチドやRNAi、遺伝子標的リボザイムによるIE遺伝子の発現のサイレンシングの治療応用の研究が行われている。また、CRISPR技術の出現によって、IEの転写を担うHCMV遺伝子をノックアウトする正確なDNA編集が可能となった。潜伏期にはウイルスmRNAは存在しないか低濃度でしか存在しないため、DNAの標的化は潜伏感染に対してより効果が高いと考えられる。IEの発現に関与するエピジェネティック因子やシグナル伝達タンパク質を標的とした低分子阻害剤の探索も行われている。